# 东山少爷
东山少爷，原指生活在广州市原东山区一带的富家子弟。由于旧时东山一带住着的多是达官贵人、富商等等，所以有「东山少爷」之称。东山少爷与西关小姐一样是广州传统的代表人物。不过时至今日，已经没有多少人称自己做「东山少爷」，但「西关小姐」仍然是相当常见的称呼。
现在很多人认为东山少爷是个褒义词，实际上东山少爷是纨绔子弟，相当于今天的「富二代」、「官二代」，虽然在当时是令人瞩目的风华一代，但他们之中有很多是无才无德者，整天游手好闲，泡茶楼、挑逗女子等。

## 外部連結
“东山少爷”个朵咪乱哒（粤语白话文）